# Nukleáris fegyverkezés

Az amerikai és a szovjet/orosz nukleáris robbanófejek számának alakulása

A nukleáris fegyverkezés a hidegháborús fegyverkezési verseny során indult meg az Egyesült Államok, a Szovjetunió, illetve szövetségeseik között. Az amerikaiakon és a szovjeteken kívül más országok is fejlesztettek nukleáris fegyvereket, bár ezek közül senki sem gyártott robbanófejeket akkora mennyiségben, mint a két szuperhatalom. A hidegháború utáni enyhülés során több fegyverzetkorlátozási megállapodás is létrejött, amelyek eredményeképpen a nukleáris fegyverkezés stabilizálódott, és némi csökkentésre is sor került. Ennek ellenére 2022-ben is az emberi civilizáció és a földi bioszféra nagy részének elpusztítására többszörösen elegendő nukleáris fegyver áll rendszerben a világon.

## Második világháború

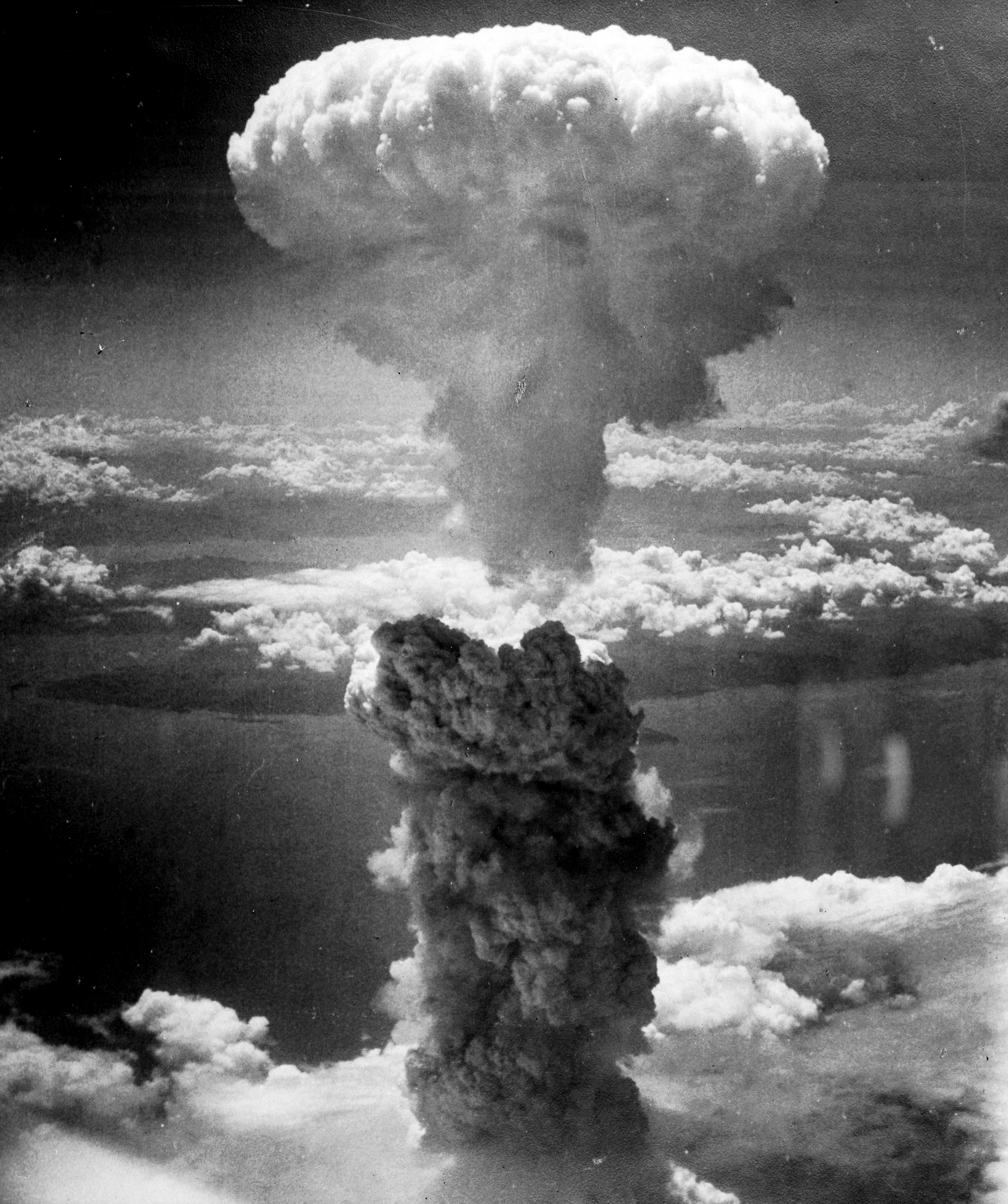
A Nagaszakira ledobott Fat Man gombafelhője; 1945. augusztus 9.

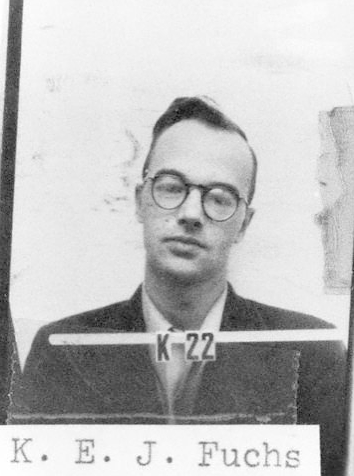
Klaus Fuchs atomkém fényképe a Manhattan-programhoz kiadott belépőjéről; 1945

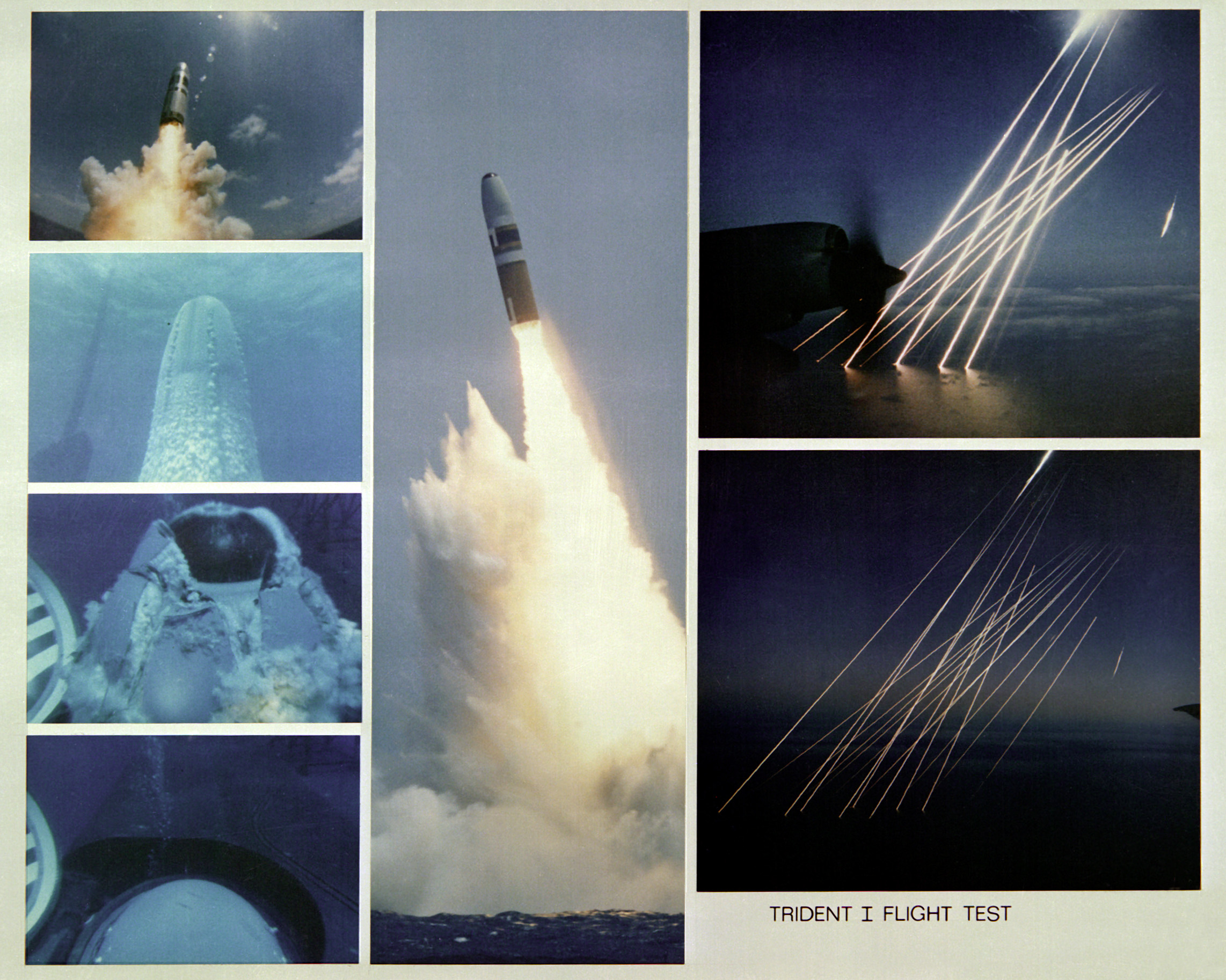
A Trident C–4 tengeralattjáróról indítható interkontinentális ballisztikus rakéta bevetéseinek különböző fázisai; 1981. október 2.

Az első atomfegyvert az amerikaiak a második világháborús Manhattan terv keretén belül készítették, majd a csendes-óceáni hadszíntéren vetették be a tengelyhatalmak ellen. Az akkor amerikai szövetséges Szovjetunió vezető tudósai tisztában voltak az atomfegyverek elvi lehetőségével, és lépéseket is tettek a gyakorlati megvalósítás irányába.
A Szovjetuniót az amerikai atomprogramról hivatalosan csak a potsdami konferencián tájékoztatták, amikor 1945. július 24-én Harry S. Truman elnök beszámolt Sztálinnak. Az amerikaiak annyira még bíztak a szovjetekben, hogy ez az információ a németekhez nem juthat el, de a szövetségesi kapcsolat ellenére egyre nőtt a szovjetekkel és azok jövőbeli terveivel szembeni bizalmatlanság. Már a háború alatt is számos amerikai kormánytag és katona tekintett a Szovjetunióra jövőbeli potenciális ellenségként.
A szovjetek az amerikai atomprogramba beépült kémhálózatuknak köszönhetően részletes ismereteket szereztek. Klaus Fuchs és Theodore Hall közreműködésével Sztálin az amerikai program minden áttöréséről tudott. Amikor Potsdamban a Manhattan-programról Truman tájékoztatta Sztálint, akkor az amerikai elnök azon lepődött meg, hogy a generalisszimusz mennyire nyugodtan fogadta a híreket, és úgy vélte, hogy Sztálin talán nem is értette meg a bejelentés fontosságát. Sztálin azonban akkor már régóta tudott a programról – még régebb óta, mint maga Truman, akit csak elnöki beiktatása után tájékoztattak a szupertitkos Manhattan-programról.
1945 augusztusában Truman parancsára japán városok ellen vetettek be először atomfegyvereket. A Little Boyt Hirosimára, a Fat Mant Nagaszakira dobta le két B–29 Superfortress, az Enola Gay és a Bock's Car.

## A hidegháború kezdeti éveiben
A második világháborút követő évek során az Egyesült Államok abban a tudatban folytatta atomfegyverkezési programját, hogy az atomfegyverek terén monopóliummal rendelkezik a tudományos háttér és a nyersanyagok terén. Azokban az években úgy vélték, hogy az urán meglehetősen ritkán fordul elő, ám ez a feltételezés a későbbiekben hibásnak bizonyult. Az amerikai vezetés ezért úgy gondolta, hogy az atomfegyverkezési monopóliumának köszönhetően engedményeket csikarhat ki a Szovjetunióból.
A Szovjetunió eközben gőzerővel dolgozott a saját atomprogramján, az első nukleáris fegyver kifejlesztésén. A háború alatt a szovjet erőfeszítéseknek gátat szabott az urán hiánya, de a háború után több kelet-európai országból tudtak uránt szerezni a belföldi kitermelés megkezdése előtt. Az amerikai előrejelzések szerint a Szovjetunió az 1950-es éve közepére fejleszti majd ki a saját atombombáját, ezért a nyugati világot sokkolta az 1949. augusztus 29-én elvégzett első sikeres szovjet atomkísérlet. A 22 kilotonnás RDSZ–1 nagyjából a Nagaszakira ledobott amerikai bomba másolata volt.
Mindkét szuperhatalom gigászi méretű erőforrásokat szentelt az atomfegyver-arzenáljának minőségi és mennyiségi javítására. Mindkét ország gyorsan belekezdett a hidrogénbomba kifejlesztésébe, amely első példányát 1952. november 1-jén az amerikaiak robbantották fel. A szovjetek ismét sokkolták a Nyugatot azzal, hogy a következő év augusztusában felrobbantották a saját, repülőgépről is bevethető termonukleáris fegyverüket – bár ez utóbbi nem számított "igazi" többlépcsős hidrogénbombának, mivel az csak 1955-re készült el. A szovjet hidrogénbomba szinte teljesen saját fejlesztés eredménye volt, mivel a kémhálózatuk tagjai Amerikán belül csak a hidrogénbomba korai (és később zsákutcának bizonyult) változatain dolgoztak.
Az atomfegyver önmagában azonban nem sokat ér, ha azt nem lehet célba juttatni. Ezen a téren jelentős áttörést az interkontinentális ballisztikus rakéták 1950-es évek közepén bekövetkezett megjelenése jelentett. 1957. október 4-én a Szputnyik fellövésével a Szovjetunió megmutatta a világnak, hogy rakétáival a világ bármelyik pontjára képes csapást mérni. Az USA első ilyen rakétáját 1959. október 31-én lőtte fel. Az űrverseny a tudományos kutatás égisze alatt az atomfegyvereket célba juttató rakétatechnika fejlesztéséről is szólt.
Szintén ebben a korszakban fogalmazódott meg először az atomfegyverek elleni védekezés kérdése. Mindkét nagyhatalom radarhálózatot telepített határaira, amelyekkel a támadó bombázókat és rakétákat kívánták észlelni. A bombázók elfogására megkezdődött a hangsebesség feletti elfogóvadászok kifejlesztése, az interkontinentális rakéták ellen pedig az ellenrakétáké. Mindkét nagyhatalom vezetősége saját védelmére óriási földalatti bunkereket épített, a népességet óvóhelyek építésére szólították fel, valamint a polgári védelem segítségével felkészítették egy atomtámadásra.

## A kölcsönösen biztosított megsemmisítés elve
A védelmi tervezetek azonban korántsem biztosítottak száz százalékos védelmet, és az 1950-es évek végére a USA és a Szovjetunió is annyi atomfegyverrel rendelkezett, amennyivel a másikat teljesen el lehetett volna pusztítani. Mindkét fél kifejlesztette a "második csapás" képességét, azaz egy őt ért, megsemmisítő első csapás után is képes maradt egy másik felet is megsemmisítő, főleg tengeralattjárókról indított atomtámadásra. Ez a kölcsönösen biztosított megsemmisítés elveként vált híressé: mindkét fél tudta, hogy a másik megtámadása öngyilkossággal érne fel, ezért (elméletileg) ez visszatartotta a támadástól.
A szovjetek és az amerikaiak is azt remélték az atomfegyverektől, hogy segítségükkel a másik féltől (vagy például Kínától és Indiától) engedményeket csikarhatnak ki. Az atomfegyverek bevetése azonban akkora kockázattal járt, hogy felmerült a bevethetőség racionalitása. Egyes katonai vezetők ennek ellenére szorgalmazták az atomfegyverek bevetését, például Douglas MacArthur a koreai háború során – Truman és Eisenhower azonban ellenállt.
Az egyik fél sem tudta, hogy a saját arzenálja mekkora volt a másikéhoz képest. Az amerikaiak az 1950-es években hátrányban érezték magukat, feltételezték egy bomber gap létezését, miszerint a szovjeteknek lehengerlően több interkontinentális bombázójuk volt. Az 1960-as évek amerikai elnökválasztási kampányában ez a téma ismét előkerült, ezúttal a missile gap rakétatechnológiai-hátrány képében. A szovjet hatalmi struktúra ezzel ellentétben viszont a saját vezetése előtt megpróbálta eltúlozni a szovjet fegyverek képességeit és számát.
Az 1960-as évek elején az Egyesült Államokban felmerült annak a kérdése, hogy az atomfegyverek egyáltalán működőképesek-e. Az atomfegyverek részegységeit, a robbanófejeket, a navigációs rendszereket, valamint a rakétákat, már számos alkalommal tesztelték, de az atomfegyver-rendszer "egészét" még soha sem. A kérdést felvetők arra hivatkoztak, hogy nem lehet tudni, egy nukleáris robbanófej képes lenne-e a felső légkörben és a világűrben tapasztalható gravitációs és légköri viszonyok átviselésére, valamint hogy Kennedy elnök nem merészel végrehajtani egy éles robbanófejjel ellátott rakétakísérletet. Az 1962-es Frigate Bird-hadművelet során a USS Ethan Allen tengeralattjáróról indított Polaris rakéta-kísérletet számos kritika érte, többek között Curtis LeMay-től, aki a rakéták pontosságát vitatta abból a célból, hogy inkább az általa vezetett stratégiai légierő kapjon több bombázót. Kritikái szerint a rakétakísérlet csak egy elszigetelt eset volt, ezért statisztikai anomália, alacsonyabb pályán repült, mint egy ICBM, és a kísérlethez használt robbanófejen a kísérlethez számos változtatást eszközöltek.
| Év |  | Indítóállások | Indítóállások |  | Robbanófejek | Robbanófejek |  | Hatóerő (MT) | Hatóerő (MT) |  |
| --- |  | ------------- | ------------- |  | ------------ | ------------ |  | ------------ | ------------ |  |
| |  | USA           | SZU           |  | USA          | SZU          |  | USA          | SZU          |  |
| 1964 |  | 2416          | 375           |  | 6800         | 500          |  | 7500         | 1000         |  |
| 1966 |  | 2396          | 435           |  | 5000         | 550          |  | 5600         | 1200         |  |
| 1968 |  | 2360          | 1045          |  | 4500         | 850          |  | 5100         | 2300         |  |
| 1970 |  | 2230          | 1680          |  | 3900         | 1800         |  | 4300         | 3100         |  |
| 1972 |  | 2230          | 2090          |  | 5800         | 2100         |  | 4100         | 4000         |  |
| 1974 |  | 2180          | 2380          |  | 8400         | 2400         |  | 3800         | 4200         |  |
| 1976 |  | 2100          | 2390          |  | 9400         | 3200         |  | 3700         | 4500         |  |
| 1978 |  | 2058          | 2350          |  | 9800         | 5200         |  | 3800         | 5400         |  |
| 1980 |  | 2042          | 2490          |  | 10 000       | 6000         |  | 4000         | 5700         |  |
| 1982 |  | 2032          | 2490          |  | 11 000       | 8000         |  | 4100         | 7100         |  |
| Forrás: Gerards Segal, The Simon & Schuster Guide to the World Today, (Simon & Schuster, 1987), 82. o. innen: Edwin Bacon, Mark Sandle, "Brezhnev Reconsidered", Studies in Russian and East European History and Society (Palgrave Macmillan, 2003) |  |               |               |  |              |              |  |              |              |  |

## Az atomfegyverek kezdeti terjedése

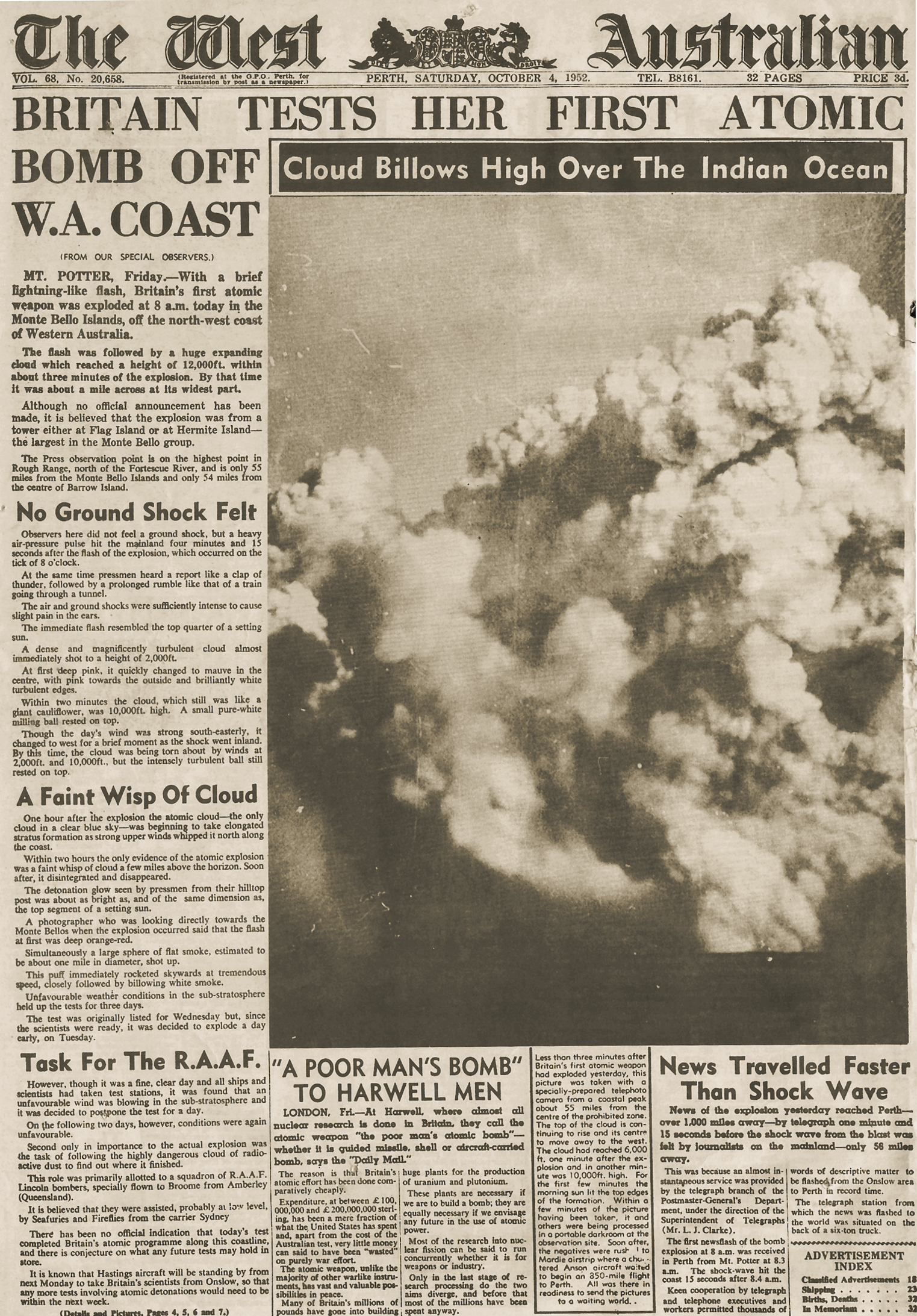
Operation Hurricane: első brit kísérleti atomrobbantás Ausztráliában; 1952. október 3.

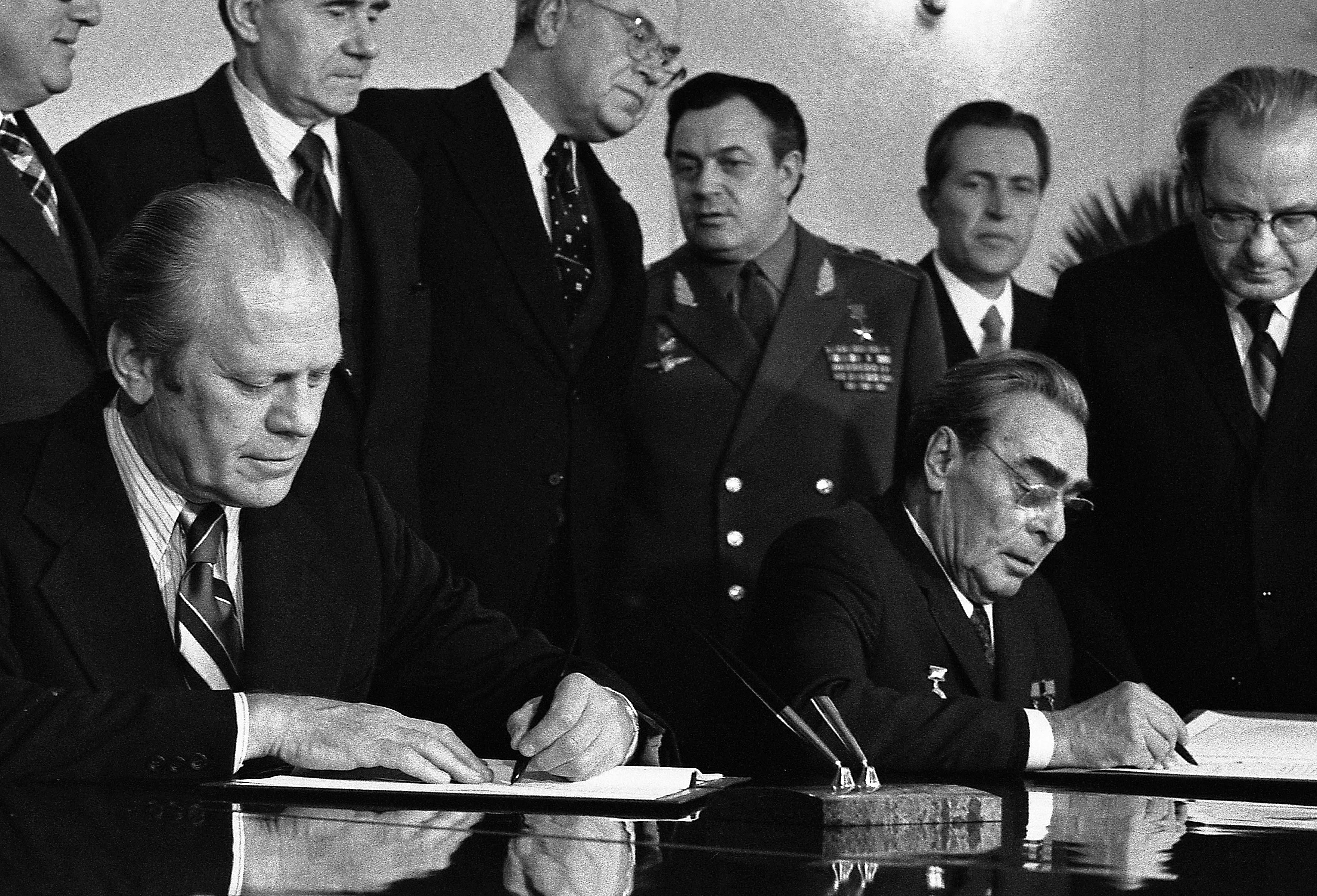
Gerald Ford, amerikai elnök, és Leonyid Brezsnyev, az SZKP főtitkára, aláírja a SALT-1 fegyverzetkorlátozási szerződést; 1974. november 23.

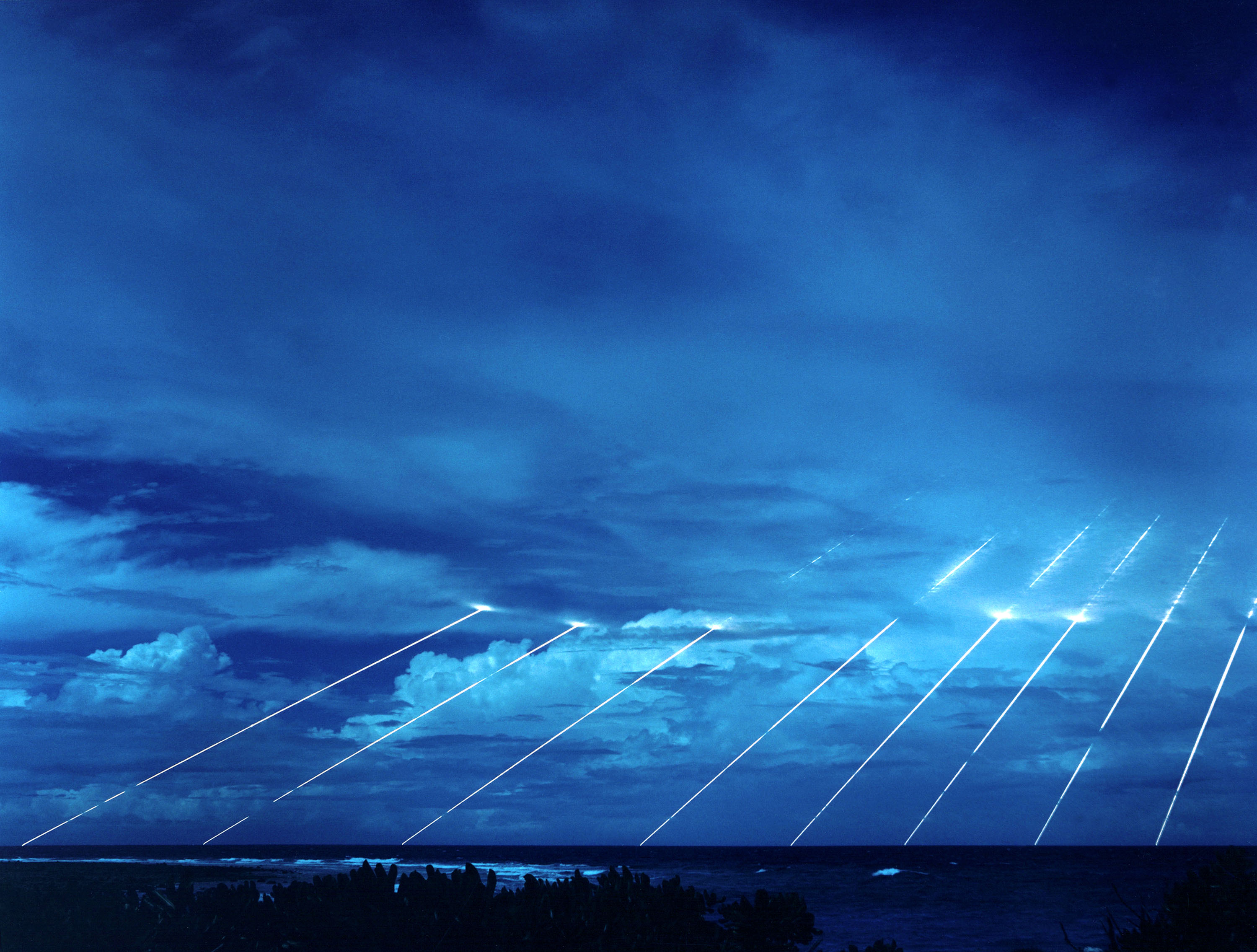
Egy Peacekeeper rakéta önállóan célra irányítható robbanófejeinek (MIRV) tesztelése.

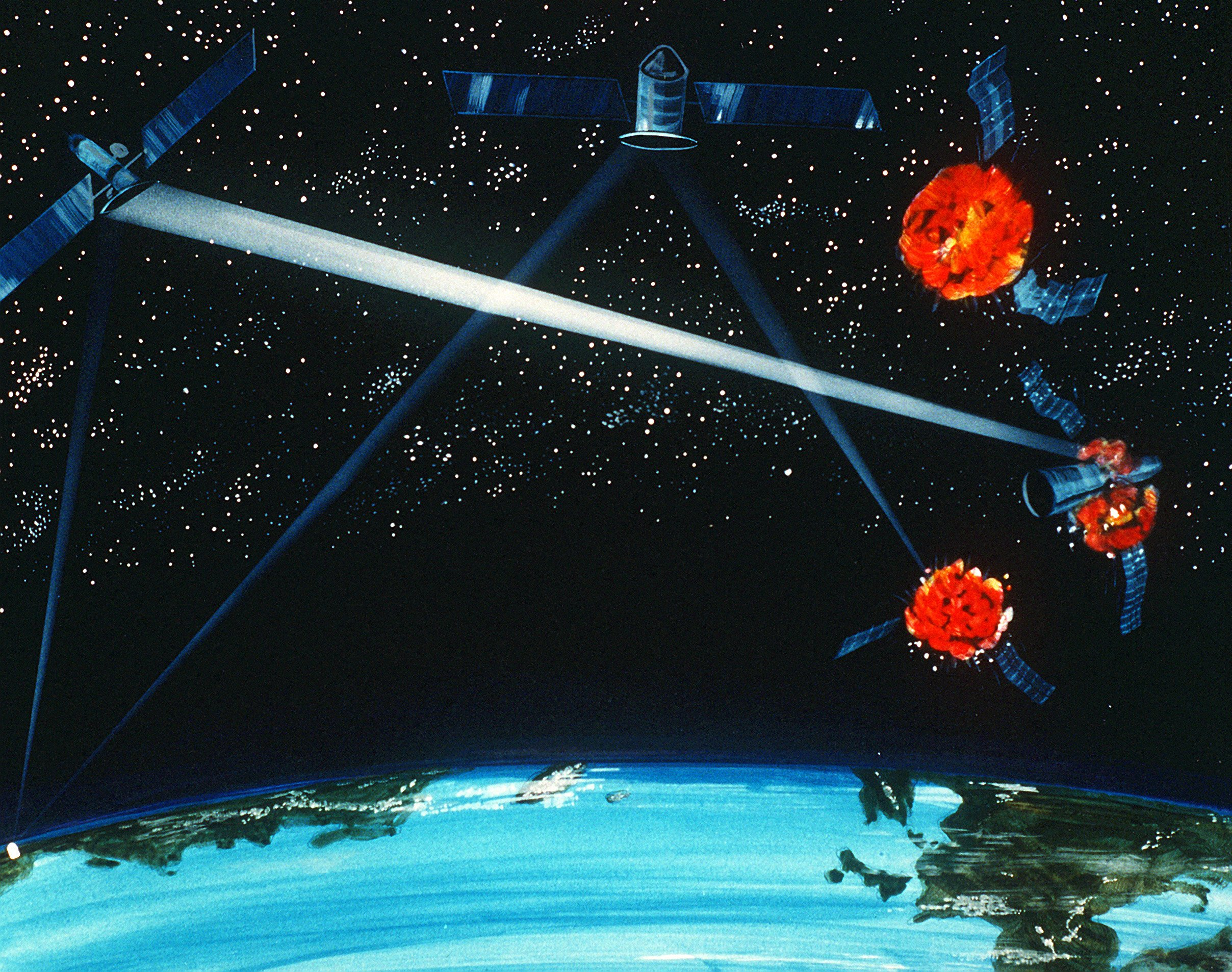
Reagan csillagháborús tervét illusztráló, földi- és űrtelepítésű rakétaelhárító lézerrendszert bemutató fantáziarajz; 1984. október 18.

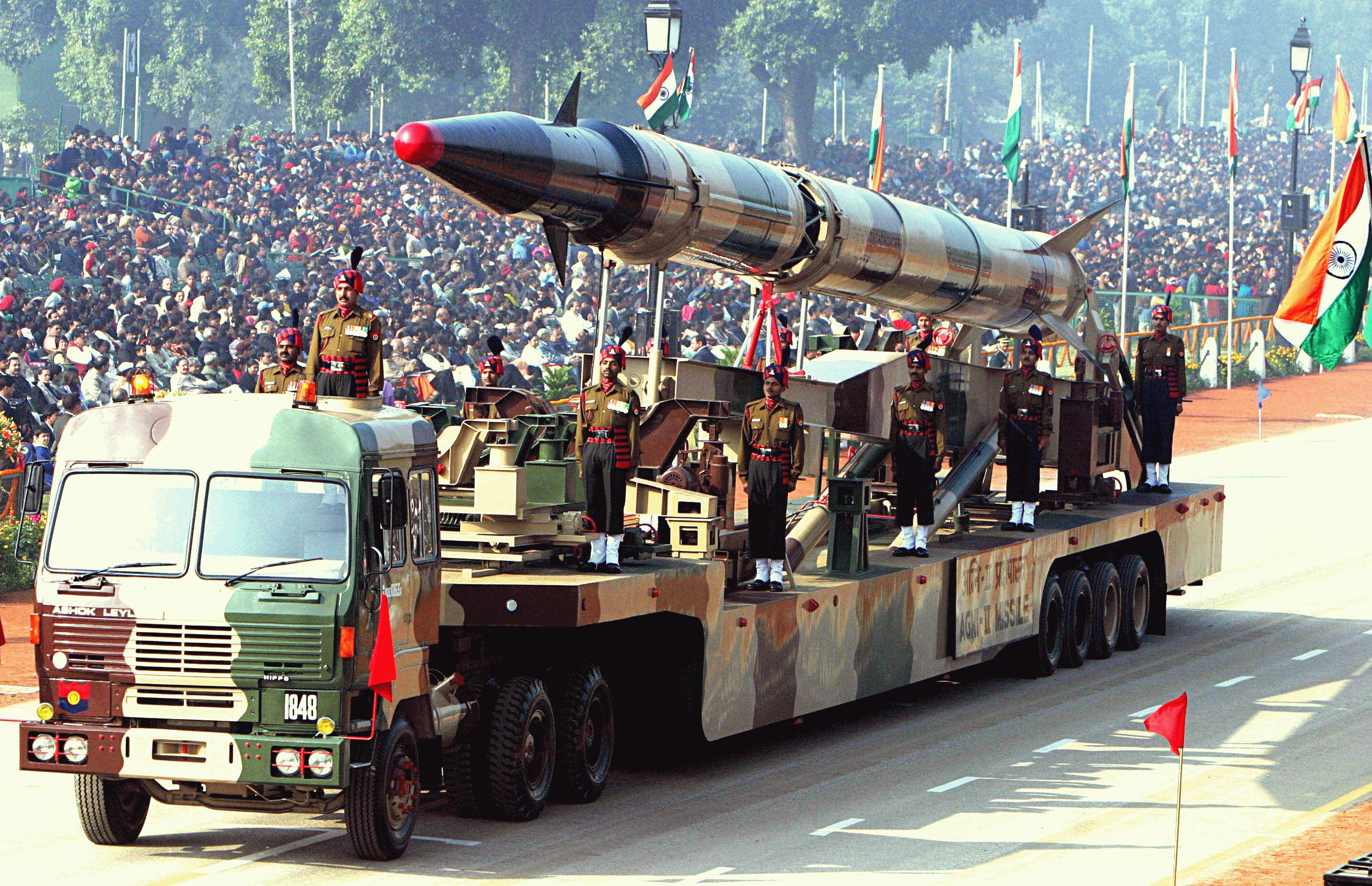
Agni–II indiai középhatótávolságú ballisztikus rakéta; 2004. január 26.

A Szovjetunión és az Egyesült Államokon kívül még három ország fejlesztett ki atomfegyvereket: az Egyesült Királyság, Franciaország és Kína, bár lényegesen kisebb nagyságrendben.
1952-ben Nagy-Britannia vált a harmadik atomhatalommá, miután október 3-án Ausztráliában sikeres atomkísérletet hajtott végre. A hidegháború alatt a brit nukleáris elrettentést a tengeralattjárókról és repülőgépekről indítható atomfegyverek jelentették: a Resolution-osztályú tengeralattjárókról indítható UGM–27 Polaris rakétával, valamint az Avro Vulcan, SEPECAT Jaguar, Panavia Tornado és hasonló bombázók által hordozott WE.177 bombával.
1960. február 13-án Franciaország Algériában a Gerboise Bleue névre hallgató atombomba felrobbantásával negyedikként lépett be a nukleáris fegyverekkel rendelkező országok szűk klubjába. A hidegháború alatt a francia nukleáris doktrína a force de frappe hármas csapásmérő kombináción alapult, amelynek részeit a Mirage IV bombázók szállította AN–22 atombombák és ASMP atomtöltetű rakéták; a Pluton és Hades földi indítású ballisztikus rakéták; valamint a Redoutable-osztályú tengeralattjárókról indított ballisztikus rakéták adták ki.
1964. október 16-án Kína lett az ötödik atomhatalom, miután az 596-os kódszámú kísérletben felrobbantott egy U-235 bombát. A kínai-szovjet eltávolodás miatt a kínaiak az atomfegyvereiket egyaránt bevethették volna a Szovjetunió vagy az Egyesült Államok ellen. A hidegháború alatt a kínai nukleáris elrettentő erőt a H–6 bombázókon szállított atombombák, a DF–2, DF–3 és DF–4 rakétarendszerek valamint a 092 típusú tengeralattjárók adták.

## Enyhülés
A fegyverkezési verseny mindként nagyhatalomnál gazdasági nehézségeket okozott. Kína megerősödése és a fegyverzetcsökkentési lépések ellenőrizhetősége az 1970-es évek elején számos fegyverzetkorlátozási szerződés megszületéséhez vezetett. Ekkor, az enyhülés korszakában mindkét nagyhatalom csökkenteni tudta a fegyverkezési kiadásait. A SALT–1 és SALT–2 korlátozta az arzenálok méretét. A részleges atomcsendről szóló egyezményen keresztül betiltották a légköri atomkísérleteket, továbbá a ballisztikus rakétaelhárító rendszereket és az űrbe telepített fegyverrendszereket. Ezek a lépések mind a fegyverkezési versenyt kívánták lelassítani.
A fegyverzetkorlátozási szerződések azonban csak részleges sikerrel jártak. Mindkét nagyhatalom folytatta a nukleáris fegyverek tömeges gyártását, és technológiai újítások, például a több robbanófejes MIRV rakéták csökkentették a már létező korlátok hatékonyságát. Mindkét nagyhatalom továbbra is annyi nukleáris fegyverrel rendelkezett, amennyi a másik fél többszörös elpusztításához is elegendő lett volna.

## Reagan és a csillagháborús terv
Jimmy Carter elnöksége vége felé, de különösen Ronald Reagan elnöksége alatt az Egyesült Államok visszautasította a fegyverzetcsökkentést, és új fegyverek és védelmi rendszerek kifejlesztésével próbálta újraindítani a fegyverkezési versenyt. Ebben központi szerephez jutott az SDI, azaz a stratégiai védelmi kezdeményezés, népszerűbb nevén a csillagháborús terv. Az SDI egy nagyrészt űrbe telepített, interkontinentális ballisztikus rakéták elleni védelmet nyújtó rendszer lett volna. Az 1980-as évek második felére a szovjet gazdaság az összeomlás szélére került, és nem volt többé képes lépést tartani az amerikai katonai kiadásokkal. Mihail Gorbacsov számos esetben próbálta a stratégiai nukleáris arzenál méretének csökkentésére rávenni Reagant, aki azonban a legnagyobb csökkentésekkel járó tervezeteket mind elvetette, mivel azok az SDI programot is korlátozták volna.

## A hidegháború utáni évek
A hidegháború végével az USA, de Oroszország még inkább, csökkentette a nukleáris fegyverekkel kapcsolatos kiadásokat. Egyre kevesebb új rendszert fejlesztettek ki, és mindkét ország fegyverkészlete összezsugorodott – bár még mindig több ezer rakétával rendelkeznek.
A hidegháború végével az addig fegyverkezésre költött összegeket a környezeti károk felszámolására kezdték fordítani.

## India és Pakisztán
India és Pakisztán is nukleáris fegyverkezési versenyt indított. 1974-ben India felrobbantotta a "békés nukleáris eszköz"-nek titulált, "Mosolygó Buddha" elnevezésű atombombáját, a világ többi országának legnagyobb meglepetésére. Addig ugyanis India polgári célú atomprogramja külföldi támogatással indult el. A szomszédos Pakisztánt különösen aggasztották a fejlemények, mivel attól tartott, hogy saját katonai atomprogram híján a rivális India kénye-kedve szerint fenyegetheti Pakisztánt. A 20. század utolsó évtizedeiben India és Pakisztán is nekilátott atomfegyverek hordozására is használható rakéták fejlesztésének. Pakisztán titkos kínai segítséggel szintén rendelkezett katonai atomprogrammal. 1998-ban az Atal Bihari Vajpayee vezette indiai kormány öt további atomkísérletet hajtott végre. Bár az atomkísérletekre a nemzetközi közvélemény nem reagált túlzottan, Pakisztánban a belpolitikai nyomás hatására Navaz Sarif kormánya is saját atomkísérlet mellett döntött.

## Izrael
Bár Izrael kísérleti atomrobbantást nem hajtott végre, gyanítható, hogy jelentős méretű nukleáris arzenállal és közép-hatótávolságú ballisztikus rakétákkal rendelkezik. Az izraeli kormány hivatalosan nem erősíti és nem is cáfolja az atomfegyver-programjával kapcsolatos találgatásokat, ám szándékosan kétértelmű nyilatkozatokat tesz arra vonatkozóan, hogy "nem Izrael lesz az első atomhatalom a Közel-Keleten." Izrael nem írta alá az atomsorompó egyezményt, ahogyan India, Pakisztán és Észak-Korea sem. Egy 2006. decemberi interjúban Ehúd Olmert izraeli miniszterelnök kijelentette, hogy Irán célja "olyan atomprogram, mint amilyenje Amerikának, Franciaországnak, Izraelnek és Oroszországnak van." Olmert irodája később úgy nyilatkozott, hogy a miniszterelnök szavait kiforgatták. A The Nuclear Threat Initiative szervezet szerint Izraelnek 1980-ban már 200 atombombája volt, és az atombombák célba juttatásához használható Jericho rakétarendszere.

## Jelentősebb atomrobbantások
Nagaszaki és Hirosima bombázásán túl mindegyik ország első atomkísérlete is szerepel a táblázatban, ahogyan a jelentősebb egyéb robbantások is. Az összes hatóerő TNT egyenértékű kilotonnában van megadva.
| Dátum      | Név                                     | Hatóerő (kT) | Ország             | Jelentőség |
| ---------- | --------------------------------------- | ------------ | ------------------ | --- |
| 1945-07-16 | Trinity                                 | 19           | USA                | Első maghasadásos bomba, első plutóniumos implóziós robbantás                                                                                         |
| 1945-08-06 | Little Boy                              | 15           | USA                | Hirosima elleni atombomba támadás, első dúsított ágyú-típusú atombomba robbantás                                                                      |
| 1945-08-09 | Fat Man                                 | 21           | USA                | Nagaszaki elleni atombomba támadás |
| 1949-08-29 | RDSZ–1                                  | 22           | Szovjetunió        | Első szovjet maghasadásos robbantás |
| 1952-10-03 | Operation Hurricane                     | 25           | Egyesült Királyság | Első brit maghasadásos robbantás |
| 1952-11-01 | Ivy Mike                                | 10 400       | USA                | Első magfúziós "lépcsős" hidrogénbomba, mélyhűtéssel cseppfolyósított magfúziós anyagokból; kísérleti robbantás, nem fegyvernek kialakított eszközzel |
| 1953-08-12 | Joe 4                                   | 400          | Szovjetunió        | Első szovjet magfúziós kísérleti hidrogénbomba, nem "lépcsős"                                                                                         |
| 1954-03-01 | Castle Bravo                            | 15 000       | USA                | Első "száraz" magfúziós "lépcsős" hidrogénbomba; nukleáris csapadék baleset                                                                           |
| 1955-11-22 | RDSZ–37                                 | 1600         | Szovjetunió        | Első "lépcsős" szovjet hidrogénbomba, fegyverként bevethető                                                                                           |
| 1957-11-08 | Operation Grapple                       | 1800         | Egyesült Királyság | Első sikeres "lépcsős" brit hidrogénbomba |
| 1960-02-13 | Gerboise Bleue                          | 70           | Franciaország      | Első maghasadásos francia atomkísérlet |
| 1961-10-31 | Cár-bomba                               | 57 000       | Szovjetunió        | Legnagyobb felrobbantott hidrogénbomba, az eredetileg tervezett 100 MT 50%-ra lett csökkentve. Előre értesítették USA-t és más atomhatalmakat.        |
| 1964-10-16 | 596. számú kísérlet                     | 22           | Kína               | Első maghasadásos kínai atomkísérlet |
| 1967-06-17 | 6. számú kísérlet                       | 3300         | Kína               | Első „lépcsős” kínai hidrogénbomba |
| 1968-08-24 | Canopus                                 | 2600         | Franciaország      | Első "lépcsős" francia hidrogénbomba |
| 1974-05-18 | Mosolygó Buddha                         | 12           | India              | Első indiai maghasadásos atomkísérlet |
| 1998-05-11 | Pokran–II                               | 20           | India              | Első potenciálisan magfúziós indiai robbantás; első bevethető indiai maghasadásos fegyver                                                             |
| 1998-05-28 | Csagai–I                                | 40           | Pakisztán          | Első pakisztáni maghasadásos atomkísérlet |
| 2006-10-09 | 2006-os észak-koreai nukleáris kísérlet | ~1           | Észak-Korea        | Az első észak-koreai maghasadásos, plutónium-alapú atomkísérlet; nagyon alacsony hatásfokú reakció ("fizzle")                                         |
| 2009-05-25 | 2009-es észak-koreai nukleáris kísérlet | 5-15         | Észak-Korea        | Első sikeres észak-koreai maghasadásos robbantás |

A "lépcsőzés" arra utal, hogy a bomba egy "igazi" Teller–Ulam-féle hidrogénbomba volt, vagy pedig csak egy teljesítménynövelt maghasadásos bomba. Egyes hatóerők mértékét, például a Cár-bombaét és az 1998-as indiai és pakisztáni kísérletekét, szakértők vitatják.

## Nukleáris fegyverek a világon 2022-ben
A Federation of American Scientists összesítése szerint 2022 elején a világ kilenc országa mintegy 12 700 nukleáris robbanófejjel rendelkezett. Az összes ilyen fegyver 90%-a két ország, Oroszország (5977) és az Egyesült Államok (5428) birtokában volt. Kína 350, Franciaország 290, Nagy-Britannia 225 atomfegyverrel rendelkezett. Pakisztán és India 165 illetve 160, Izrael 90 és Észak-Korea 20 robbanófejet birtokolt az amerikai tudósok szervezetének becslései, összesítései alapján.
A nukleáris fegyverkezés terén mindvégig megmutatkozó nagyhatalmi bipolaritás tehát a 21. században is fennáll, az Egyesült Államok és az Oroszországi Föderáció ma is elegendő ilyen fegyverrel rendelkezik egymás kölcsönös és teljes megsemmisítéséhez.
Az összes nukleáris fegyveren belül a ténylegesen telepített, azonnali bevetésre kész (deployed) fegyverek száma az Egyesült Államokban 1744, Oroszországban 1588. Tartalékban van 1964, illetve 2889 robbanófej, és hadrendből kivonásra került 1720 illetve 1500 darab; de az utóbbiak is gyorsan felhasználhatóvá tehetőek.
Az atomfegyverek körében megkülönböztetnek hadászati (stratégiai) illetve harcászati (taktikai) rendeltetésű robbanófejeket de ezek között a határok nem mindig világosak. A stratégiai atomfegyvereket az úgynevezett nukleáris triád keretében tartják hadrendben, azaz egy részük szárazföldi telepítésű (föld alatti silókban tárolt, vagy különleges, nagy járműveken, esetleg vasúti kocsikon mozgatható) interkontinentális ballisztikus rakéta. A triád másik tagját a tengeralattjárókon elhelyezett rakéták alkotják, amelyek a szárazföldieknél védettebbek, és az adott ország által esetlegesen elszenvedett meglepetésszerű nukleáris csapás esetén is képesek viszontcsapásra. A triád harmadik tagja a stratégiai bombázó repülőgépek állománya, amelyekről ma már jellemzően nem bombákat, hanem légi indítású rakétákat vetnének harcba. Oroszország összességében 1185 szárazföldi telepítésű, 800 tengeralattjáróról indítható, és 580 repülőgépről indítható robbanófejjel rendelkezik. Egy-egy szárazföldi vagy tengeri rakéta több, külön-külön célra irányítható robbanófejet szállít.
A taktikai, harctéri atomrobbanófejeket messzehordó (akár 40 km feletti hatótávú) csöves tüzérség, taktikai rakéták vagy bombázó repülőgépek révén juttatják célba.
A klasszikus triádon, illetve a harctéri atomfegyvereken túl Oroszország Putyin bejelentése szerint már évek óta rendelkezik újszerű, hiperszonikus és cirkáló rakétákkal, valamint nukleáris torpedókkal is. Nem ismeretes azonban, a bejelentett sikeres kísérleteken túl, ezeknek az új hordozóeszközöknek a hadrafoghatósága és a mennyisége.